# Mieczysław Goczewski
Mieczysław Goczewski (ur. 3 sierpnia 1929, zm. 26 lutego 2000) – polski brydżysta, arcymistrz (PZBS).

## Wyniki brydżowe

### Zawody krajowe
Mieczysław Goczewski w drużynowych mistrzostwach Polski zdobywał następujące lokaty:
| Drużynowe mistrzostwa Polski | Drużynowe mistrzostwa Polski | Drużynowe mistrzostwa Polski |
| Sezon                        | Miejsce                      | Drużyna                      |
| ---------------------------- | ---------------------------- | ---------------------------- |
| 1983/84                      | 3                            | Spójnia Gdańsk               |
| 1975                         | 3                            | Neptun Gdańsk                |
| 1974                         | 3                            | Neptun Gdańsk                |
| 1973                         | 2                            | Neptun Gdańsk                |
| 1969                         | 3                            | Neptun Gdańsk                |
| 1968                         | 3                            | Ster Gdańsk                  |
| 1966                         | 3                            | Ster Gdańsk                  |

### Zawody europejskie
W europejskich zawodach par zdobył następujące lokaty:
| Zawody europejskie. Konkurencja par | Zawody europejskie. Konkurencja par | Zawody europejskie. Konkurencja par | Zawody europejskie. Konkurencja par | Zawody europejskie. Konkurencja par | Zawody europejskie. Konkurencja par |
| Rok                                 | Miejsce                             | Zawody                              | Kategoria                           | Partner                             | Pozycja                             |
| ----------------------------------- | ----------------------------------- | ----------------------------------- | ----------------------------------- | ----------------------------------- | ----------------------------------- |
| 1999                                | Warszawa                            | 10. Mistrzostwa Europy Par          | Seniorzy                            | Adam Dudziński                      | 36                                  |
| 1989                                | Salsomaggiore                       | 5. Mistrzostwa Europy Par           | Seniorzy                            | Emil Stokłosa                       | 2                                   |